# 北部港運
北部港運株式会社（ほくぶこううん）は、沖縄県国頭郡今帰仁村の運天港旅客ターミナルに本社を置く物流業者。フェリーいぜな尚円・フェリーいへや3の本島（運天港）側の船舶運航受託管理者でもある。乗船チケットの販売業務などを行っている。
マルエーフェリーの総代理店も兼ねている。

## 代理店一覧
運天港
運天港フェリーターミナル敷地内に本社がある。
伊是名村運天港連絡事務所
本島側の代理店となっており、乗船チケットの販売や、フェリー乗船車両の誘導、乗船車両の予約受付、貨物の積み下ろし等を行っている。
伊平屋村運天港連絡事務所
本島側の代理店となっており、乗船チケットの販売や、フェリー乗船車両の誘導、乗船車両の予約受付、貨物の積み下ろし等を行っている。
本部港
- マルエーフェリー本部港代理店

本部港の代理店となっており、乗船チケットの販売や、フェリー乗船車両の誘導、乗船車両の予約受付、貨物の積み下ろし等を行っている。

## 関連企業
- Iテラス
- 伊平屋給油所